# Stavelot

Stavelots läge inom provinsen Liège

Stavelot är en liten stad och kommun i provinsen Liège i östra Belgien. Stavelot har drygt 6 600 invånare (2006).

## Andra världskriget
I slutet av andra världskriget, i samband med Ardenneroffensiven, förövade den tyska Kampfgruppe Peiper en massaker i Stavelot. Det fanns misstankar om att amerikanska soldater gömde sig i staden. Joachim Peiper och hans bataljon mördade 130 belgiska civilpersoner, däribland 23 barn.

## Fotnoter
1. ↑  Massacres and Atrocities of World War II in Western Europe Arkiverad 5 september 2012 hämtat från the Wayback Machine. Åtkomst 2007-12-07.